# Addio giorni felici
Addio giorni felici (Die schönen Tage von Aranjuez) è un film del 1933 diretto da Johannes Meyer.
Adattamento cinematografico del lavoro teatrale di Robert A. Stemmle e Hans Székely, la pellicola ebbe come protagonista Brigitte Helm. La storia ebbe un remake nel 1936 con Desiderio di Frank Borzage, interpretato da Marlene Dietrich e Gary Cooper.

## Trama
Olga è una truffatrice e una ladra: facendosi passare per la contessa de Beaumont, mette le mani su una preziosa collana di perle. Si reca quindi in Spagna, dove ha appuntamento con Alexander, il suo complice. Sulla strada, però, incontra un giovane ingegnere, Pierre, che si innamora di lei. I due trascorrono due giorni ad Aranjuez, vivendo un breve e felice idillio. Ma quando Olga viene arrestata, Pierre scopre la doppia vita della donna.

## Produzione
Il film fu prodotto dall'Universum Film (UFA).

## Distribuzione
Uscì nelle sale cinematografiche tedesche con il visto di censura B.34524 che proibiva la visione ai minori; il film fu presentato in prima al Gloria-Palast di Berlino il 22 settembre 1933.